# Juan Machuca
Juan Machuca (7 de março de 1951) é um ex-futebolista chileno. Ele competiu na Copa do Mundo FIFA de 1974, sediada na Alemanha.